# Gorno Țerovene, Montana
Gorno Țerovene (în bulgară Горно Церовене) este un sat în comuna Montana, regiunea Montana,  Bulgaria. 

## Demografie
Componența etnică a satului Gorno Țerovene
     Nicio identificare (3,36%)
     Romi (1,26%)
     Bulgari (95,36%)
     Turci (0%)
La recensământul din 2011, populația satului Gorno Țerovene era de 475 locuitori. Din punct de vedere etnic, majoritatea locuitorilor (95,36%) erau bulgari, cu o minoritate de romi (1,26%). Pentru 3,36% din locuitori nu este cunoscută apartenența etnică.